# اولد کنکورد (پنسیلوانیا)
اولد کنکورد (به انگلیسی: Old Concord) یک منطقهٔ مسکونی در ایالات متحده آمریکا است که در پنسیلوانیا قرار دارد.